# João da Silva (lekkoatleta)
João Batista Eugênio da Silva (ur. 22 sierpnia 1963 w João Pessoa) – brazylijski lekkoatleta specjalizujący się w biegach sprinterskich, uczestnik letnich igrzysk olimpijskich w Los Angeles (1984). 

## Sukcesy sportowe
- dwukrotny mistrz Ameryki Południowej juniorów: na 100 metrów (1981) oraz na 200 metrów (1981)[1]

| Rok  | Miasto      | Zawody                   | Konkurencja        | Wynik         |
| ---- | ----------- | ------------------------ | ------------------ | ------------- |
| 1983 | Helsinki    | Mistrzostwa świata       | bieg na 200 m      | 8. miejsce    |
| 1983 | Caracas     | Igrzyska panamerykańskie | sztafeta 4 × 100 m | brązowy medal |
| 1984 | Los Angeles | Igrzyska olimpijskie     | bieg na 200 m      | 4. miejsce    |
| 1985 | Paryż       | Światowe igrzyska halowe | bieg na 200 m      | brązowy medal |

## Rekordy życiowe
- bieg na 100 metrów – 10,40 – Meksyk 17/06/1983
- bieg na 200 metrów – 20,30 – Los Angeles 08/08/1984
- bieg na 200 metrów (hala) – 21,19 – Paryż 19/01/1985
- bieg na 400 metrów – 45,95 – São Paulo 13/07/1986